# Heinz Dabelow
Heinz Dabelow  (* 4. Oktober 1922 in Stettin; † 5. März 2011 in Stade) war ein deutscher Kommunalpolitiker (SPD). Er war langjähriger Bürgermeister und Ehrenbürger der Hansestadt Stade. 

## Leben
Dabelow hatte bei den Stettiner Oder-Werken eine Lehre als Schiffbauer absolviert, bevor er als Soldat am Zweiten Weltkrieg teilnahm. Als Panzerfahrer an der Ostfront wurde er schwer verletzt, wodurch er ein Auge verlor und nach dem Krieg nicht mehr in seinem Beruf arbeiten konnte. Ende des Jahres 1945 folgte er seiner Verlobten Charlotte nach Stade, die er im Jahr darauf heiratete. Bis zu ihrem Tod am 15. Oktober 2006 führten sie eine glückliche Ehe, wie Dabelow immer wieder betonte. Nach Kriegsende war er bei Gummi-Schmidt in Stade beschäftigt, wurde dort Betriebsratsvorsitzender und wirkte am Wiederaufbau der Gewerkschaft mit. Ab 1959 arbeitete er bei den Phoenix Gummiwerken in Harburg, seit den 1960er Jahren im Betriebsrat. Er blieb bis 1984 in dem Betrieb.
In den Jahren 1954 bis 1979 war Dabelow als Arbeitsrichter tätig. Seit 1965 war er Mitglied des Vorstands der Verwaltungsstelle der IG Chemie, Papier, Keramik Hamburg.

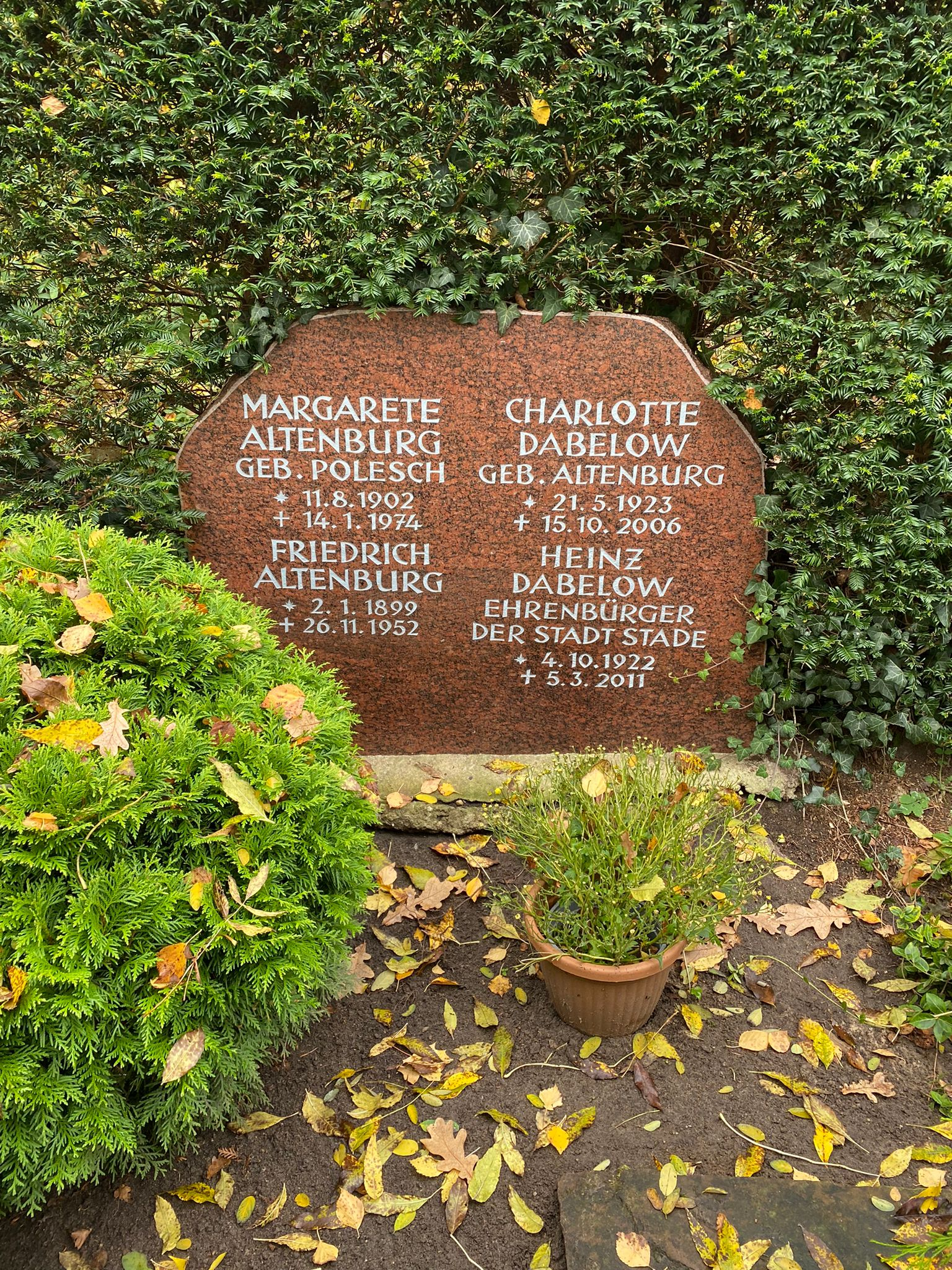
Grabstätte auf dem Horstfriedhof in Stade

Im Jahr 1964 wurde Dabelow erstmals in den Rat der Stadt Stade gewählt, dem er bis 2001 angehörte. Er war von 1968 bis 1976 Vorsitzender des Sozialausschusses des Stadtrats und von 1968 bis 1972 stellvertretender Vorsitzender des Verkehrsausschusses. Am 5. Mai 1969 wurde Dabelow SPD-Fraktionsvorsitzender im Rat. Im Jahr 1972 wurde er zum 2. stellvertretenden Bürgermeister von Stade gewählt. Er wurde Mitglied des Verwaltungsausschusses, im Finanzausschuss, im Ausschuss für Umweltschutz und von 1972 bis 1976 Vorsitzender des Verkehrsausschusses. Er war von 1972 bis 1986 auch Vorsitzender des Aufsichtsrats der Stadtwerke Stade.
Zum ehrenamtlichen Bürgermeister der Stadt Stade wurde er für eine erste Amtsperiode von 1976 bis 1981 gewählt, anschließend war er bis 1986 1. stellvertretender Bürgermeister. In der Zeit war er zudem im Verwaltungsrat der Stadtsparkasse, in der Gesellschafterversammlung der Wohnbau Niederelbe, im Verkehrs- und im Verwaltungsausschuss tätig. Im Jahr 1986 wurde er wieder zum Bürgermeister gewählt, teilte sich die Wahlperiode aber mit Horst Eylmann und blieb nur bis 1989 Bürgermeister, um danach wieder als 1. stellvertretender Bürgermeister und in zahlreichen Ausschüssen und Gremien für die Stadt tätig zu sein. Von 1991 bis 2001 war Dabelow noch einmal für 10 Jahre Bürgermeister von Stade.
Dabelow war ein Befürworter des Kernkraftwerks Stade, das durch die erzielten Gewerbesteuer-Einnahmen die Aufwertung der Stader Innenstadt sowie die infrastrukturelle Erweiterung der Stadt ermöglichte. Dabelow trug durch seine politische Mitwirkung auch entscheidend zur Sanierung der Altstadt von Stade bei.
Heinz Dabelow ruht auf dem Stader Horstfriedhof. 

## Ehrungen
- 1981: Bundesverdienstkreuz 1. Klasse
- 1989: Ehrenurkunde des Niedersächsischen Städtetages
- 1998: Großes Verdienstkreuz der Bundesrepublik Deutschland
- 2001: Ehrenbürgerwürde der Stadt Stade
- Königlich-schwedischer Nordsternorden

## Würdigung
In Stade trägt der Platz vor dem Rathaus seit 2001 nach ihm den Namen „Bürgermeister-Dabelow-Platz“.